# Nakory
Nakory – wieś w Polsce położona w województwie mazowieckim, w powiecie siedleckim, w gminie Suchożebry. Ma status sołectwa
Wieś posiadała w 1673 roku podkomorzyna koronna Konstancja Butlerowa, leżała w ziemi drohickiej województwa podlaskiego w 1795 roku. W latach 1975–1998 miejscowość administracyjnie należała do województwa siedleckiego. 
Według Narodowego Spisu Powszechnego Ludności i Mieszkań z 2021 roku liczba ludności we wsi Nakory to 228 z czego 50,9% mieszkańców stanowią kobiety, a 49,1% ludności to mężczyźni. Miejscowość zamieszkuje 4,9% mieszkańców gminy.
Wierni Kościoła rzymskokatolickiego należą do parafii Matki Bożej Częstochowskiej w Krynicy.
21 września 1948 roku we wsi urodził się ksiądz Zygmunt Malacki, proboszcz Parafii Św. Stanisława Kostki w Warszawie w latach 1998-2010 

## Atrakcje
We wsi Nakory znajduje się park linowy czynny w okresie letnim oraz Ptaszarnia mini-zoo, w którym można znaleźć tak egzotyczne gatunki, jak paw jawajski, uszak biały, tragopan tyminek, cyraneczka bajkalska czy sterniczka jamajska. W niezwykłą podróż wśród ptaków z całego świata w hodowli państwa Czarnockich może się wybrać dosłownie każdy. 

## Linki zewnętrzne

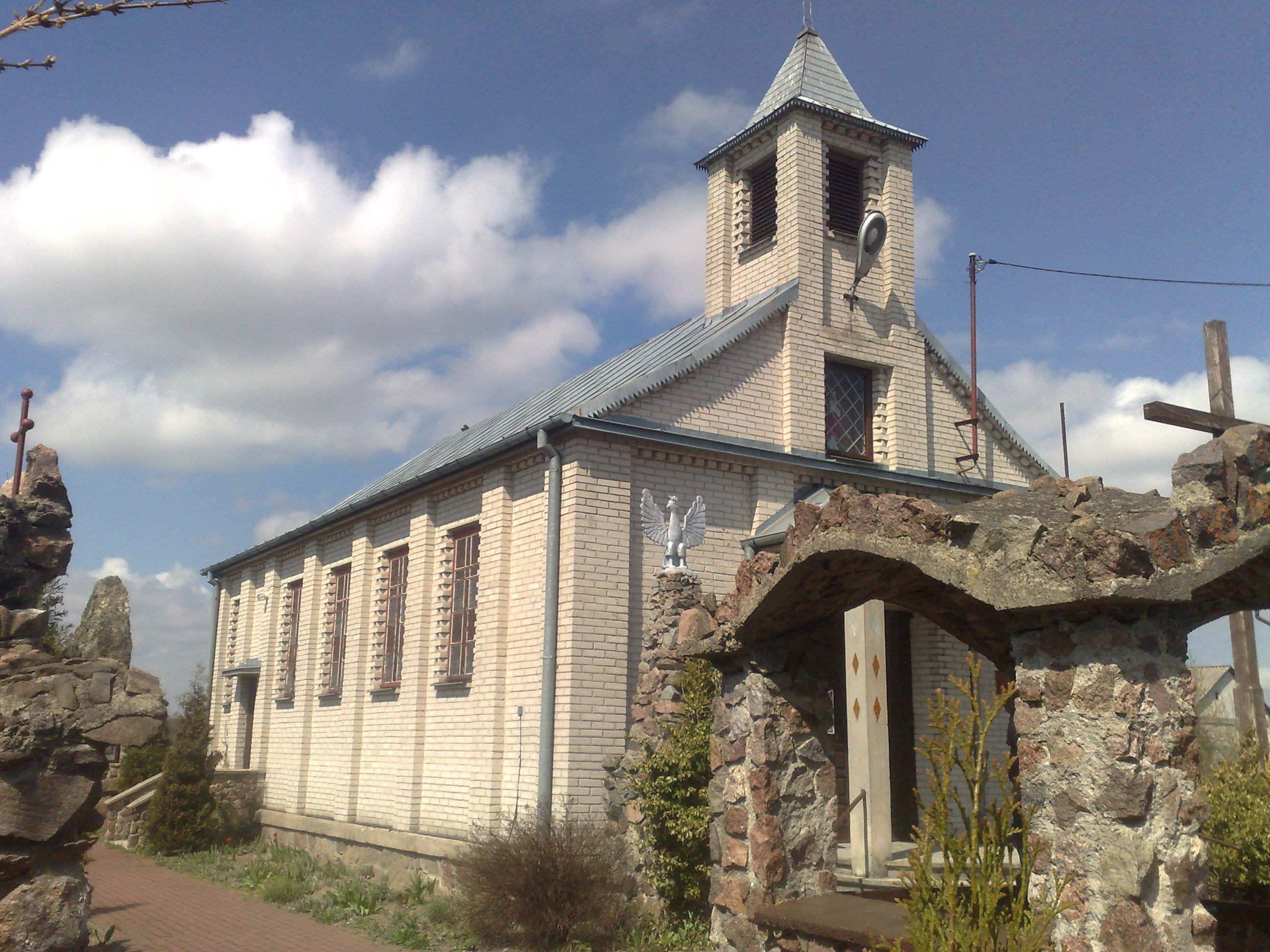
Kościół
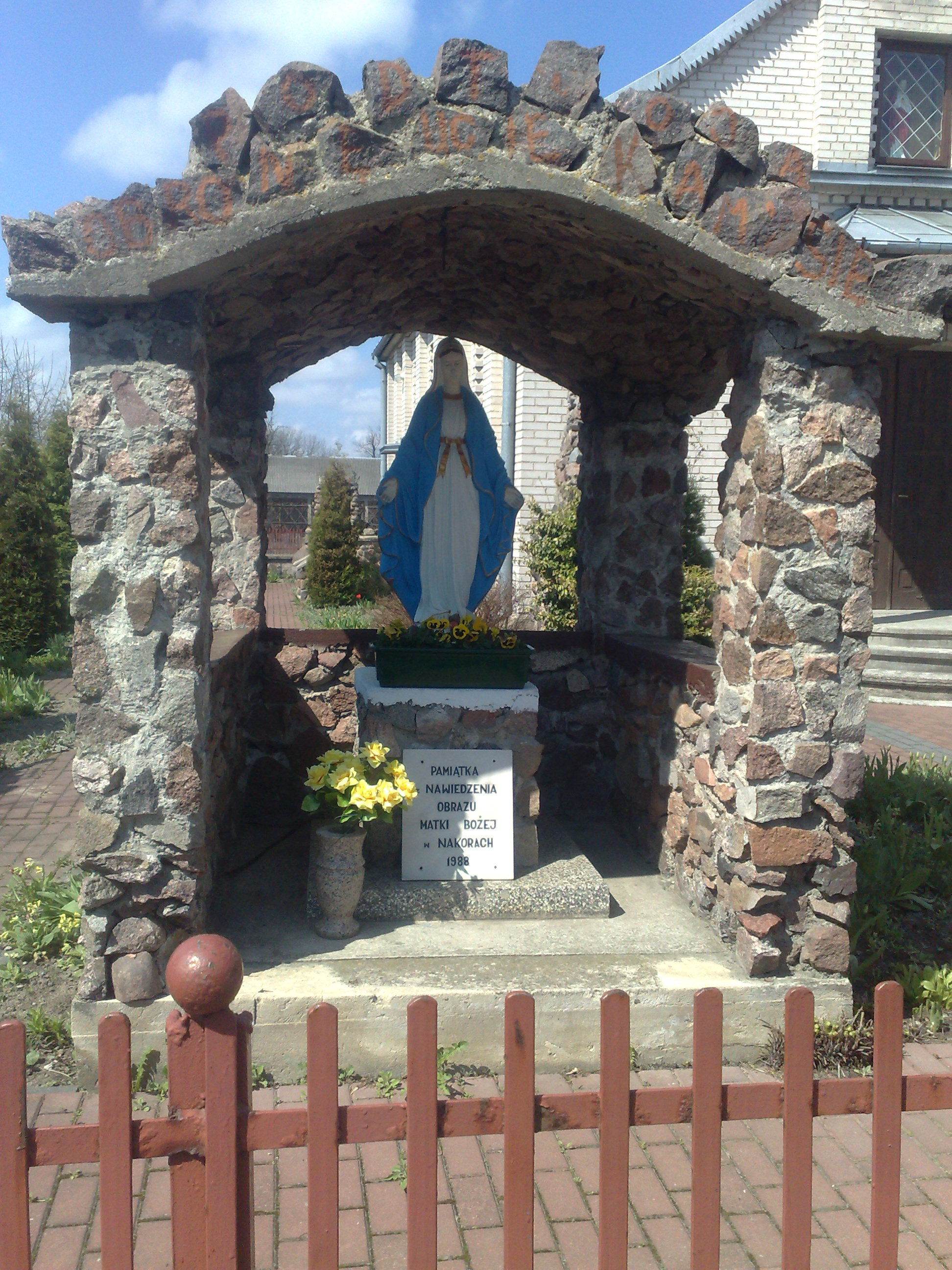
Pamiątka nawiedzenia obrazu MB
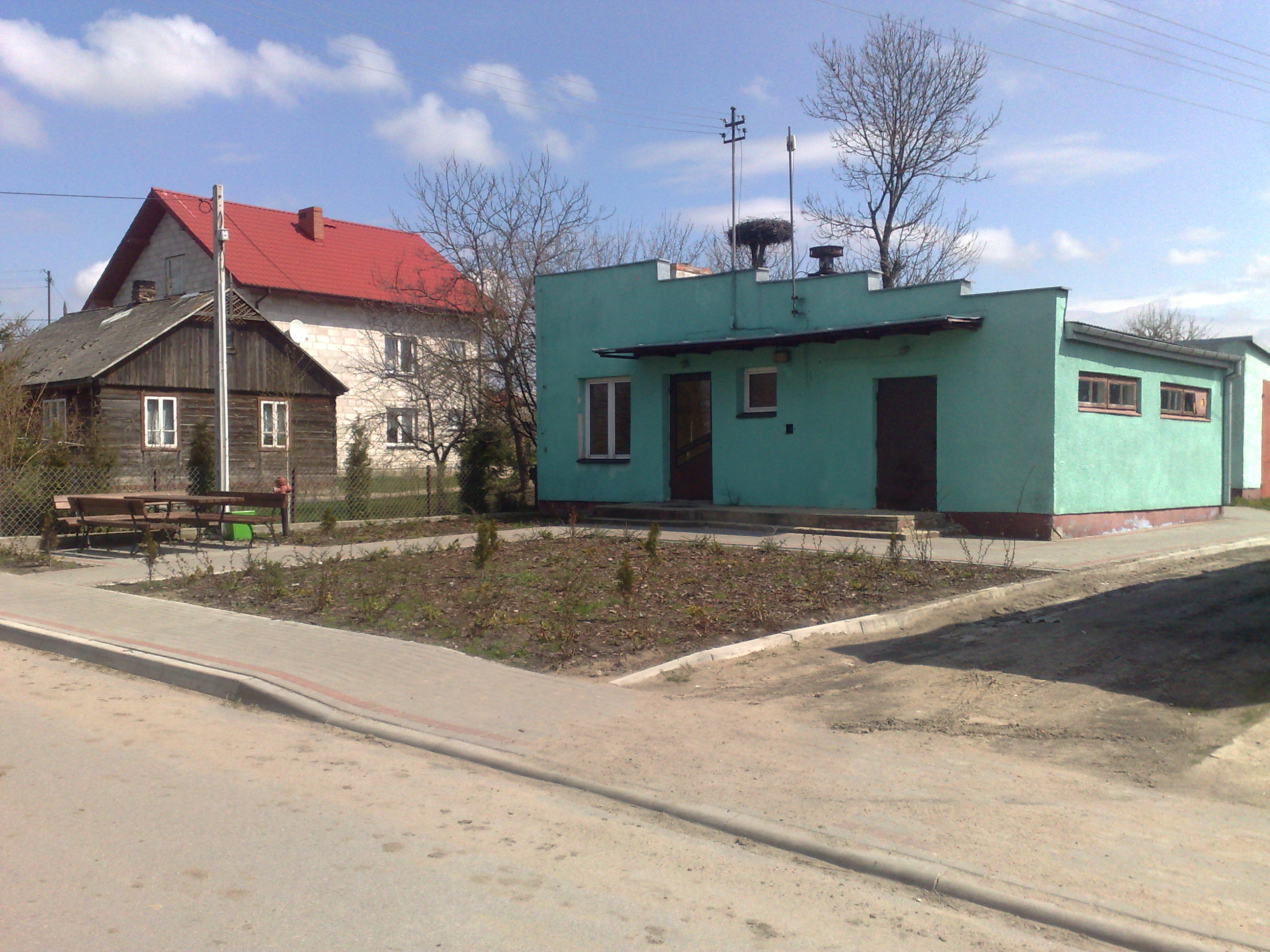
Remiza
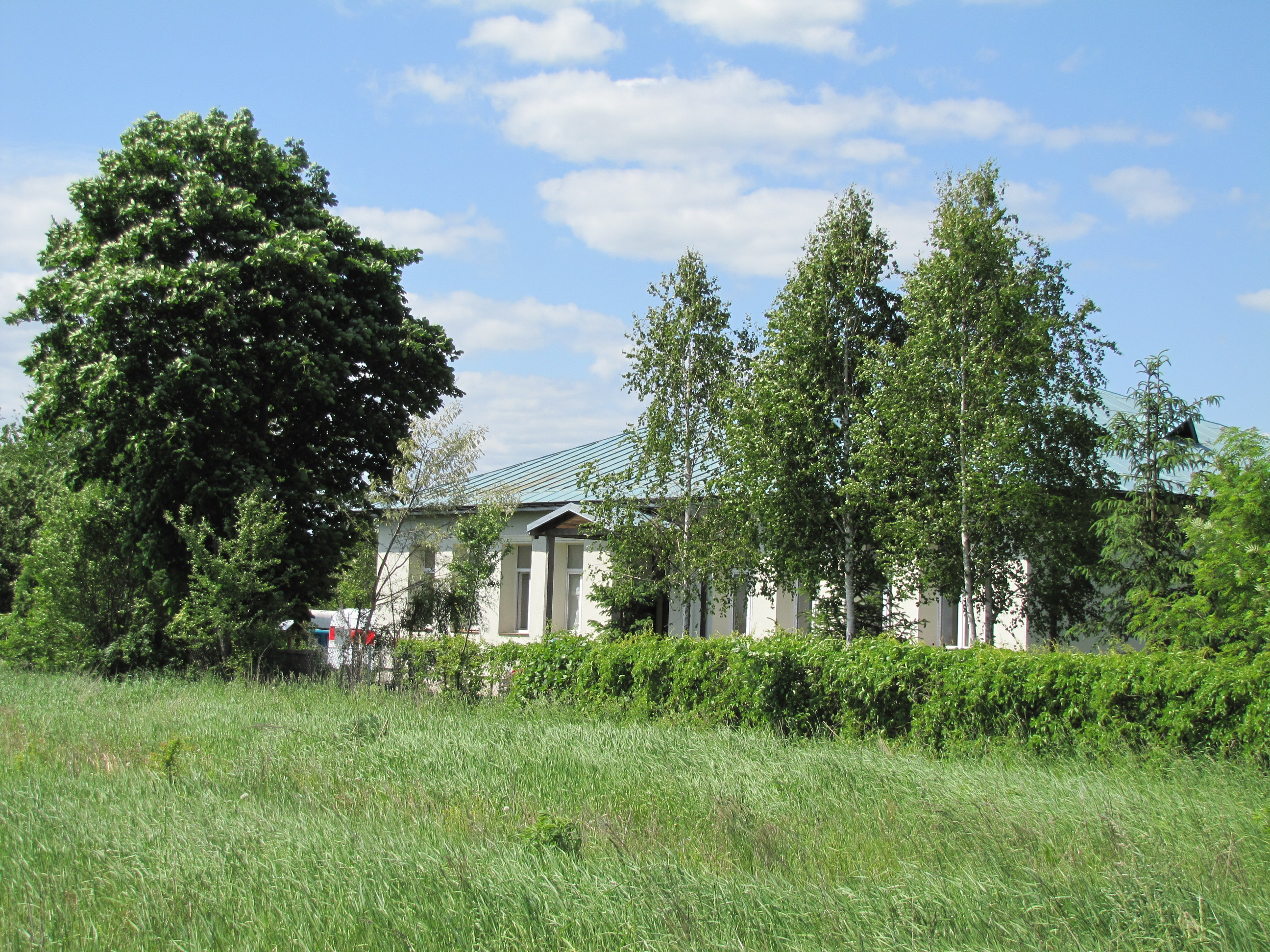
Stara szkoła

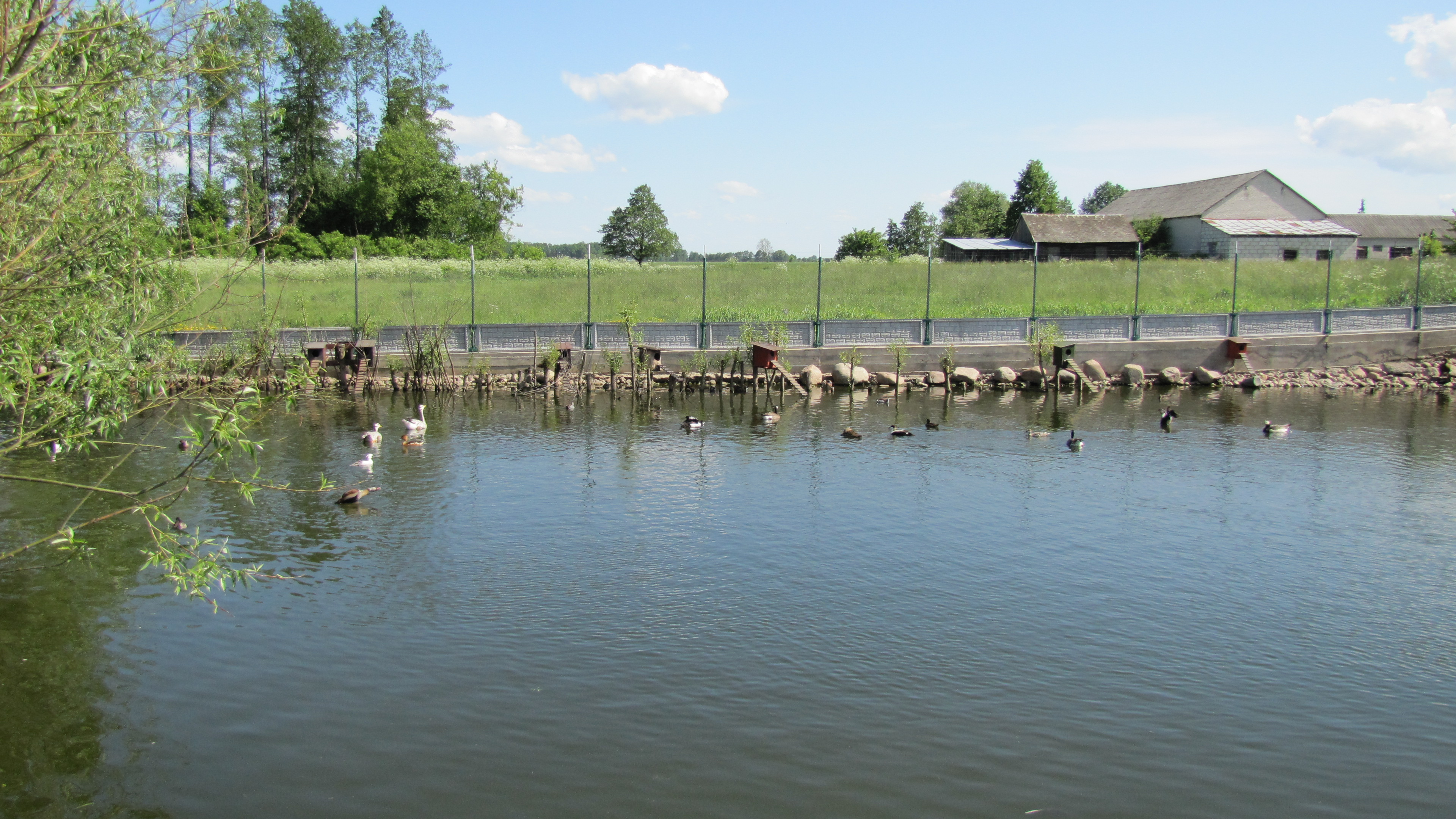
Ptaszarnia Pana Jana
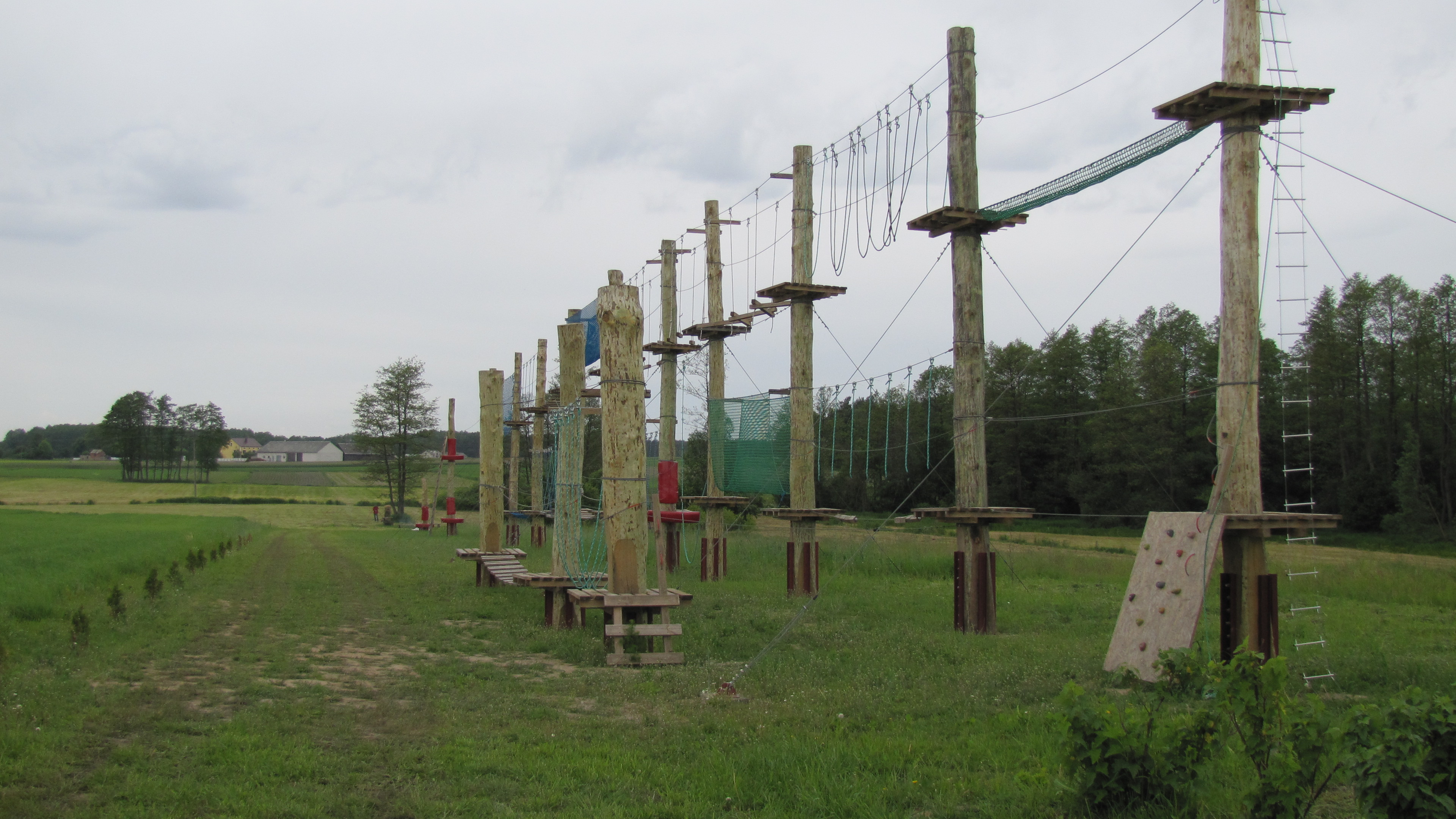
Park linowy